# Phaonia basiseta
Phaonia basiseta är en tvåvingeart som beskrevs av Malloch 1920. Phaonia basiseta ingår i släktet Phaonia och familjen husflugor. Inga underarter finns listade i Catalogue of Life.